# Paraserianthes lophantha
Paraserianthes lophantha là một loài thực vật có hoa trong họ Đậu. Loài này được (Willd.) I.C.Nielsen miêu tả khoa học đầu tiên.

## Hình ảnh

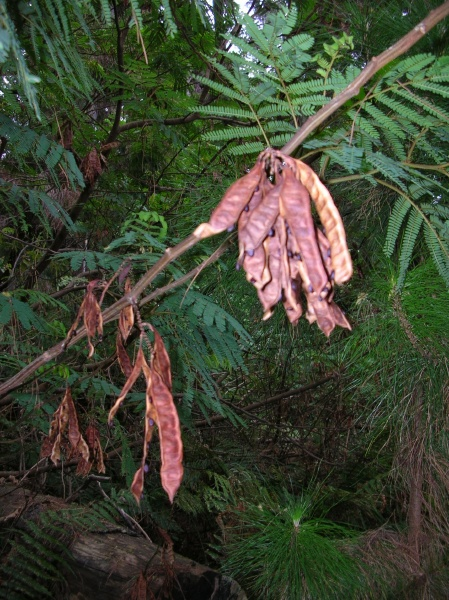
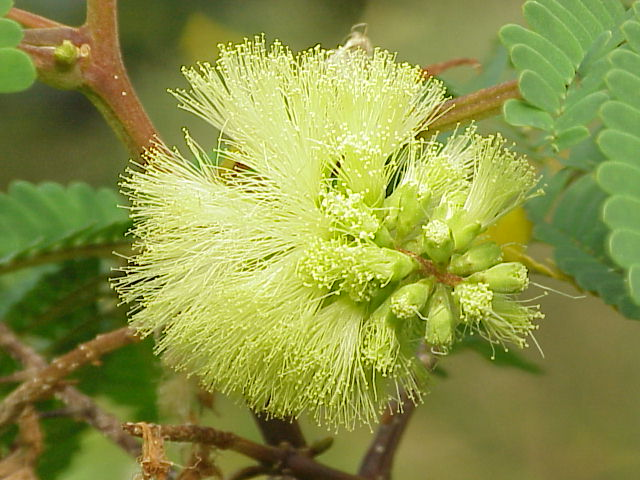
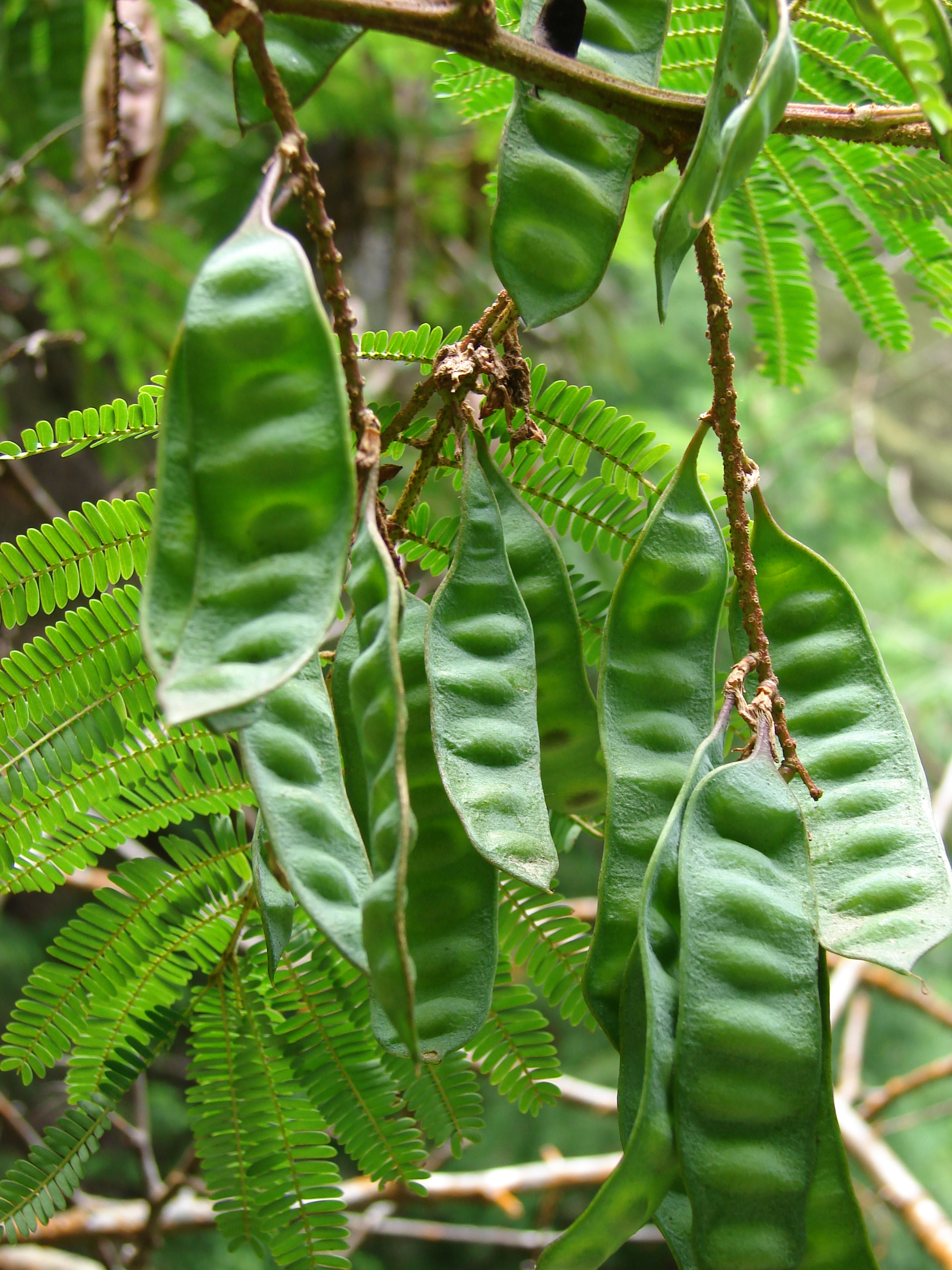
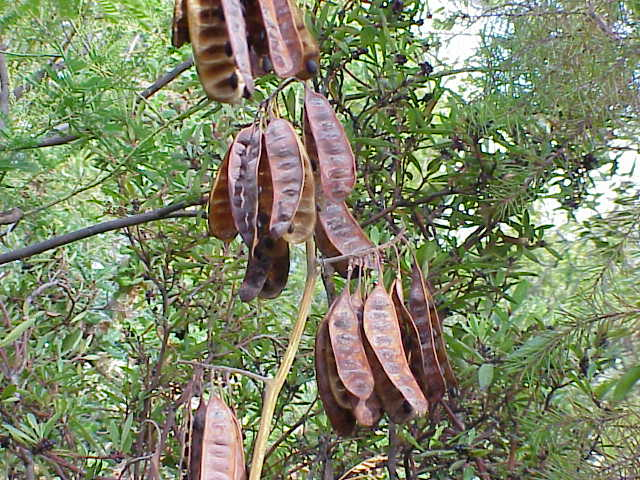